# 補綴
補綴（ほてつ、英: Prosthesis）とは、歯科において、身体の欠損した部位の形態と機能を人工物で補うことを指す。
診療科によって呼称が一定せず、体の中に埋入する医療用具はプロテーゼ（独：Prothese）、体の表面に取り付ける人工物はエピテーゼと呼ばれることもある。 
歯学においては、たとえば歯冠や歯の欠損を、義歯、クラウン、ブリッジなどの人工物を用いて修復することを指す。また、歯牙だけでなく、顔面補綴のように義眼や義耳、義指といった審美的なものや、口蓋裂の閉鎖といった機能的な回復も指す。
人工骨や人工臓器、義眼、入れ歯などのインプラントも種類によってはプロテーゼと呼ばれる。美容外科において、豊胸手術に使われるシリコンバッグ、隆鼻術として鼻を高くするシリコン樹脂板やアゴなどのプロテーゼもある。